# Arthur Ernest Percival
Arthur Ernest Percival, britanski general, * 26. december 1887, Aspenden, Hertfordshire, Anglija, † 31. januar 1966, London, Anglija.
Leta 1942 je podpisal kapitulacijo britanskih enot na malajskem bojišču. V letih 1942−1945 je bil japonski vojni ujetnik.